# Okres Plzeň-jih

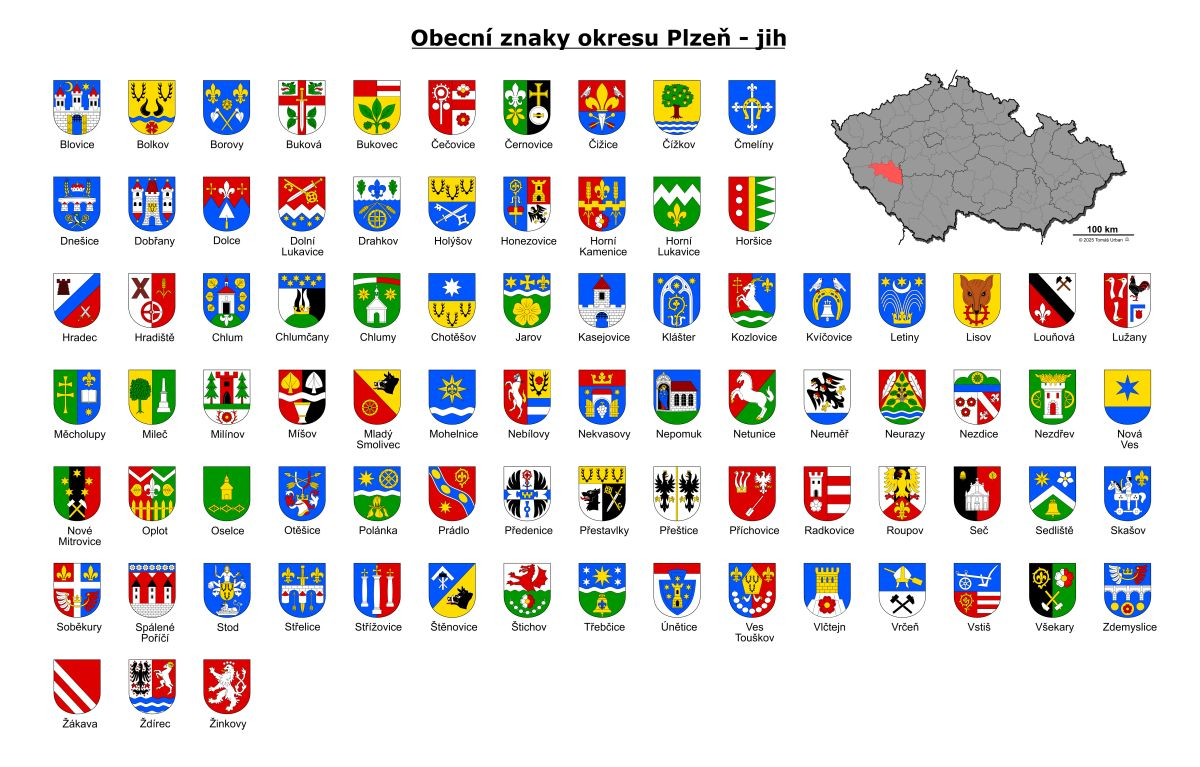
Přehled obecních znaků okresu Plzeň-jih

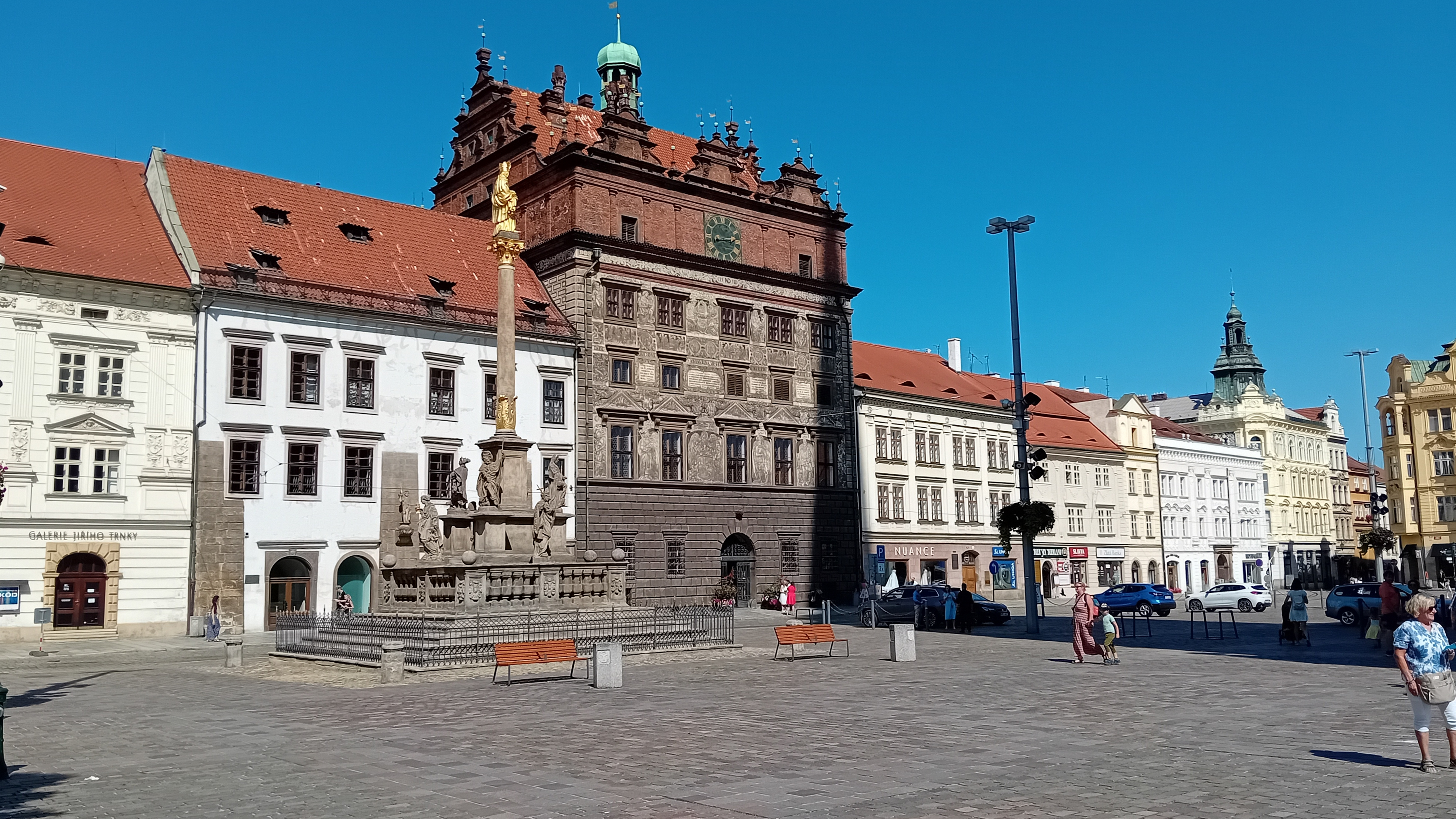
Centrum okresního města

Okres Plzeň-jih je okresem v Plzeňském kraji. Sídlem okresu je město Plzeň, které však není a nikdy nebylo jeho součástí (město Plzeň leží uprostřed sousedního okresu Plzeň-město).

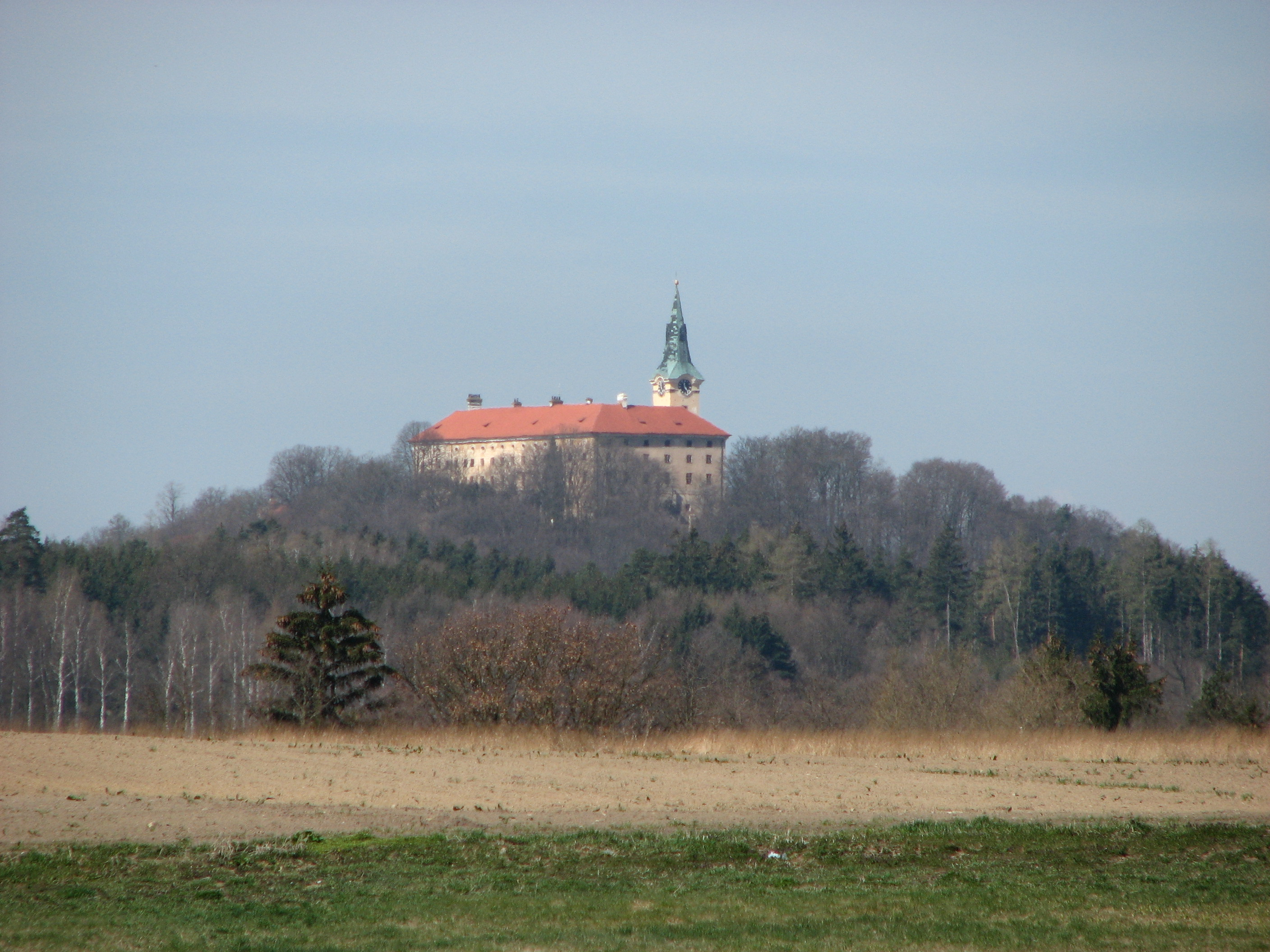
Dominantou kraje je zámek Zelená Hora u Nepomuku.

Okres se rozkládá, jak jeho název napovídá, jižně od krajského města Plzeň. S rostoucí vzdálenosti od Plzně její vliv na obce okresu klesá, naopak stoupá vliv menších měst okresu jako jsou Přeštice, Dobřany, Holýšov, Stod, Blovice nebo Nepomuk, nebo okolních okresních měst (zejm. měst Klatovy a Domažlice).
Sousedí se všemi ostatními okresy Plzeňského kraje, tj. s okresy Plzeň-město, Plzeň-sever, Tachov, Domažlice, Klatovy, Rokycany, dále se středočeským okresem Příbram a jihočeským okresem Strakonice.

## Vývoj území

### Historie okresu
Předchůdcem okresu Plzeň jih byl okres Blovice, dříve smíšený politicko-soudní okres Blovice.

### Změny od 1. 1. 2007
Podle vyhlášky č. 513/2006 Sb. byly ke dni 1. lednu 2007 pozměněny hranice okresu. Jedenáct obcí (Chválenice, Letkov, Lhůta, Losiná, Mokrouše, Nezbavětice, Nezvěstice, Starý Plzenec,  Šťáhlavy, Štěnovický Borek a Tymákov) zejména v severovýchodních oblastech okresu spadající do SORP Plzeň byly včleněny přímo do okresu Plzeň-město. Z hlediska rozlohy i počtu obyvatel byl tento krok pro okres dosti citelný – rozloha okresu se tím zmenšila asi o 95 km², počet obyvatel poklesl přibližně o 10 tisíc osob. Zároveň byly do okresu přičleněny dosavadní obce okresu Klatovy – Nezdice a Borovy ze SORP Přeštice.

### Změna od 1. 1. 2016
K 1. lednu 2016 se rozloha okresu zvětšila o několik katastrálních území ze zaniklého vojenského újezdu Brdy:
- Borovno v Brdech (rozloha 0,965899 km²[3], 0 budov, 0 obyvatel) k obci Borovno
- Číčov v Brdech (rozloha 3,326621 km²[4], 0 budov, 0 obyvatel) k části Číčov města Spálené Poříčí
- Míšov v Brdech (rozloha 2,221332 km²[5], 0 budov, 0 obyvatel) k obci Míšov

### Změna od 1. 1. 2021
Dne 1. ledna 2021 bylo do okresu Plzeň-jih začleněno město Holýšov a dalších osm obcí v jeho okolí (Bukovec, Čečovice, Černovice, Horní Kamenice, Kvíčovice, Neuměř, Štichov, Všekary), přecházející z okresu Domažlice (zůstaly však v obvodu Okresního soudu v Domažlicích).

## Přírodní podmínky

### Struktura povrchu
Povrch okresu tvoří mírně zvlněná pahorkatina, v jeho střední části pak Přešticko-blovická vrchovina. Přirozenou hranici mezi západními a středními Čechami tvoří pohoří Brdy na východní hranici okresu. V tomto pohoří, nad vsí Míšov, najdeme nejvyšší bod okresu – Nad Maráskem, který je vysoký 802 m.
K 31. prosinci 2003 měl okres celkovou plochu 1 075,95 km², z toho:
- 60,3 % zemědělských pozemků, které z 72,37 % tvoří orná půda (43,64 % rozlohy okresu)
- 39,7 % ostatní pozemky, z toho 75,66 % lesy (30,04 % rozlohy okresu)

### Surovinové zdroje
Severní část okresu je relativně bohatá na různé druhy surovin. V okolí vesnice Štěnovice se těží žula, území mezi Přešticemi a Dobřany je bohaté na kaolín a jíl.

### Vodstvo
Pro okres Plzeň-jih jsou významné 3 řeky – Úhlava, Úslava a Radbuza.
Pro okres nejvýznamnější je Úslava. Vzniká u městyse Žinkovy. Do Žinkovského rybníka přitékají potoky Bradlava a Tůně, z něj vytéká již řeka Úslava. Její tok se poté stáčí k východu a obtéká Zelenou horu nad městem Nepomuk. Za ním se opět stáčí, tentokrát k severu a protéká městem Blovice. U Žákavy opouští území okresu a teče dále přes Starý Plzenec do Plzně, kde ústí zprava do Berounky. Její délka na území okresu je 39 km.
Řeka Radbuza přitéká do okresu z Českého Lesa. Na jeho území se objevuje u obce Hradec u Stoda. Protéká Stodem, Chotěšovem a Dobřany, za nimiž vtéká na území města Plzeň. Tam je její tok vzedmut hladinou vodní nádrže České údolí. Za její hrází řeka pokračuje dále do Plzně, v Doudlevcích přijímá zprava řeku Úhlavu, aby mohla v centru města zprava ústit do Mže. Délka řeky na území okresu je 29 km.
Poslední významnou řekou je Úhlava. Ta přitéká ze Šumavy, a Klatovsko opouští za obcí Červené Poříčí. Jako první obcí jižního Plzeňska protéká Borovy. Dále teče přes největší město okresu – Přeštice, a obec Štěnovice, za níž vtéká na území Plzně. V Doudlevcích ústí zprava do Radbuzy. Její délka na území okresu je 31 km.
V okrese najdeme ale také řadu rybníků zejména v okolí Nepomuku a Merklína. Největším rybníkem je ale rybník Žinkovský o rozloze 57,8 ha. Druhý největší je Merklínský rybník – 35,8 ha.

## Hospodářství okresu

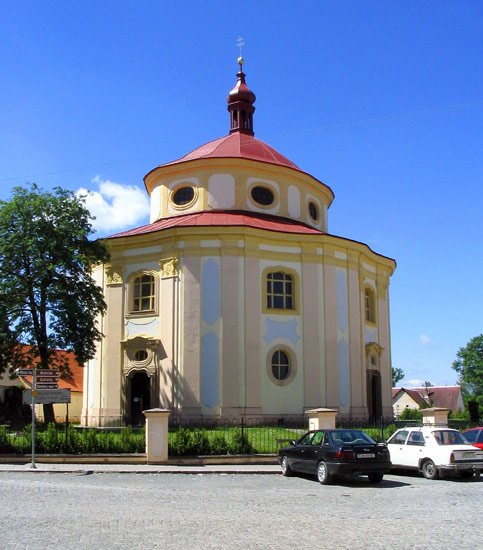
Druhé největší město na okrese – Dobřany je známé zejména díky své rozsáhlé psychiatrické léčebně.

Hospodářsky je jižní Plzeňsko relativně silný a významný region. Příznivými faktory jsou blízkost Plzně, kvalitní zemědělská půda a dostatek surovin.

### Průmysl
Nerostné suroviny tvoří dobrou základnu pro zpracovatelský průmysl – vzhledem k těženým surovinám je na území jižního Plzeňska nejvíce zastoupen průmysl stavebních hmot, který zaměstnává největší množství pracovníků. Jedná se zejména o firmu Lasselsberger, která má na okrese obrovský závod v obci Chlumčany u Dobřan. Firma vyrábí zejména keramické výrobky a stavební hmoty. Mezi další významné průmyslové podniky okresu řadíme Prominent Systems Blovice, Arteo Blovice, OKAL Žákava, ELITEX Nepomuk, Silnice Nepomuk, VISHAY ELECTRONIC Přeštice a České cihelny Stod.

### Zemědělství
Jižní Plzeňsko má v rámci zemědělství velmi významnou úlohu pro celý Plzeňský kraj.
Rostlinná výroba se zaměřuje na pěstování pšenice a ječmene, pěstují se také brambory, řepka a kukuřice (na siláž i zrno).
Živočišná výroba produkuje a chová zejména skot, drůbež a prasata.
Největší zemědělské podniky a družstva sídlí v obcích Blovice, Kasejovice, Merklín, Dolní Lukavice, Střížovice, Dnešice, Chotěšov a Stod (tj. skoro ve všech velkých střediskách okresu).

## Demografické údaje
Data k 30. červnu 2005:
| Popis          | Celkem | Ženy           | Muži           |
| -------------- | ------ | -------------- | -------------- |
| počet obyvatel | 69 058 | 34 749 50,32 % | 34 309 49,68 % |
| průměrný věk   | 40,3   | 41,6           | 38,9           |

- hustota zalidnění: 64 ob./km²
- 43,99 % obyvatel žije ve městech

### Zaměstnanost
(2003)
| Počet obyvatel se stálým zaměstnáním | 16 780    |
| Průměrný plat                        | 14 681 Kč |
| Nezaměstnaných                       | 1 815     |
| Míra nezaměstnanosti                 | 5,38 %    |

### Školství
(2003)
| Druh školy                     | Počet škol |
| ------------------------------ | ---------- |
| Mateřské školy                 | 40         |
| Základní školy                 | 29         |
| Gymnázia                       | 1          |
| Střední školy průmyslové školy | 2          |
| Střední odborná učiliště       | 3          |
| Vyšší odborné školy            |            |

### Zdravotnictví
(2003)
| Lékaři                          | 188 |
| Nemocnice                       | 1   |
| Specializovaná léčebná zařízení | 1   |
| Zubní lékaři                    | 28  |
| Lékárny                         | 14  |

### Zdroj
- Český statistický úřad

## Doprava
Dopravní síť okresu je přímým obrazem jeho polohy – z Plzně vybíhají jižním směrem 3 důležité tahy. Severní část okresu zasahuje dálnice D5.
Západní dopravní tah směřuje na Domažlicko a na hraniční přechod s Německem Folmava (resp. Česká Kubice) / Furth im Wald. Zahrnuje železniční trať 180 Plzeň-Domažlice-Česká Kubice a silnici I/26 v obdobném směru.
Prostřední dopravní tah zajišťuje spojení Plzně a Klatovska. Je zastoupen silnicí I/27, patřící do evropské silniční sítě jako E53 a železniční tratí 183 Plzeň-Klatovy-Železná Ruda. Na tomto tahu leží města Přeštice a Švihov. Od roku 2004 se jezdí v úseku od křížení s II/180 po čtyřproudém přivaděči až k Borské věznici v Plzni. Přivaděč se u Šlovic kříží s dálnicí D5. V budoucnu se začne stavět čtyřproudá silnice od kříž s II/180 až ke městu Přeštice.
Východní dopravní tah okresu je tvořen silnicí I/20, patřící do evropské silniční sítě jako E49 a hlavní železniční tratí 190 Plzeň-České Budějovice. Je naprosto zásadní pro spojení západních a jižních Čech. Oba tahy směřují na Okres Strakonice, Okres Písek a nakonec do krajského města Jihočeského kraje Českých Budějovic. Na tomto tahu leží město Nepomuk.
Celkem prochází okresem 4 silnice I. třídy I/19, I/20, I/26 a I/27.
Významná je také silnice II/230 (do prosince 1998 I/21), která je západovýchodní „osou“ okresu, a spojuje města Stod, Přeštice a Nepomuk, na druhou stranu však po ní mohou jezdit pouze vozidla do 5 tun v úseku Přeštice – Stod kvůli nevyhovujícím parametrům.
Silnice II. třídy v okrese jsou II/117, II/176, II/177, II/178, II/180, II/182, II/183, II/187, II/188, II/191 a II/230. Celková jejich délka v okrese Plzeň-jih je 198,5 km.

## Cestovní ruch
Jižní Plzeňsko sice nepatří mezi hlavní rekreační oblasti Plzeňského kraje, je ale velmi dobrým a příjemným rekreačním zázemím města Plzně. Životní prostředí v oblasti je relativně čisté s velkým množstvím různých přírodních krás a zajímavostí. Jmenujme například horské bukové lesy na úbočí brdského pohoří, pralesovitou bučinu Chynínské louky u Čížkova. Půvabná je ale i prostá krajina v okolí Nepomuku (s dominantou Zelené hory), Nebílov a Merklína.
Oblast je také bohatá na kulturní a historické památky. Patří mezi nejdéle osídlení části západních Čech. Z památek jmenujme barokní zámek Nebílovy, hrad Vlčtejn, klášter pod Zelenou horou (zámek) u Nepomuku, bývalý klášter Chotěšov nebo zámek Žinkovy. Zachovalé centrum mají města Dobřany a Nepomuk. Lidovou architekturu představují vesnice Mítov, Lipnice a Řesanice.
Na území okresu pobývali také četní významní lidé. Jmenujme zejména hudebního skladatele Jakuba Jana Rybu, který je přeštickým rodákem. Tamtéž se narodil také významný architekt Josef Hlávka. V Dolní Lukavici najdeme dosud památky na pobyt významného hudebního skladatele Josefa Haydna. V Nepomuku se narodil v zahraničí stále známý svatý Jan Nepomucký.

## Seznam obcí a jejich částí
Města jsou uvedena tučně, městyse kurzívou, části obcí malince.
Blovice (Blovice • Bohušov • Hradiště • Hradišťská Lhotka • Hradišťský Újezd • Komorno • Stará Huť • Štítov • Vlčice) •
Bolkov •
Borovno •
Borovy •
Buková •
Bukovec •
Čečovice •
Černovice (Nemněnice) •
Čižice •
Čížkov (Čečovice • Chynín • Liškov • Měrčín • Přešín • Zahrádka • Železný Újezd) •
Čmelíny (Víska) •
Dnešice (Černotín) •
Dobřany (Šlovice • Vodní Újezd) •
Dolce •
Dolní Lukavice (Krasavce • Lišice • Snopoušovy) •
Drahkov •
Holýšov (Dolní Kamenice) •
Honezovice (Hradišťany) •
Horní Kamenice •
Horní Lukavice •
Horšice (Újezd) •
Hradec •
Hradiště (Bezděkov • Zahorčičky) •
Chlum •
Chlumčany (Hradčany) •
Chlumy •
Chocenice (Chocenická Lhota • Kotousov • Zhůř) •
Chotěšov (Hoříkovice • Losina • Mantov • Týnec) •
Jarov •
Kasejovice (Chloumek • Kladrubce • Podhůří • Polánka • Přebudov • Řesanice • Újezd u Kasejovic) •
Kbel (Babice • Malinec • Mečkov • Nová Ves) •
Klášter •
Kotovice (Nový • Záluží) •
Kozlovice •
Kramolín •
Kvíčovice •
Letiny (Bzí • Chocenický Újezd • Kbelnice • Svárkov) •
Lisov •
Líšina •
Louňová •
Lužany (Dlouhá Louka • Zelená Hora • Zelené) •
Měcholupy •
Merklín (Kloušov • Lhota) •
Mileč (Bezděkovec • Maňovice • Záhoří • Želvice) •
Milínov •
Míšov •
Mladý Smolivec (Budislavice • Dožice • Radošice • Starý Smolivec) •
Mohelnice •
Nebílovy •
Nekvasovy •
Nepomuk (Dvorec) •
Netunice •
Neuměř •
Neurazy (Klikařov • Nová Ves u Nepomuka • Partoltice • Radochovy • Soběsuky • Vojovice) •
Nezdice •
Nezdřev •
Nová Ves •
Nové Mitrovice (Mítov • Nechanice • Planiny) •
Oplot •
Oselce (Kotouň • Nová Ves) •
Otěšice •
Polánka •
Prádlo (Novotníky) •
Předenice •
Přestavlky (Lažany) •
Přeštice (Skočice • Zastávka • Žerovice) •
Příchovice (Kucíny • Zálesí) •
Ptenín (Újezdec) •
Radkovice •
Roupov •
Řenče (Háje • Knihy • Libákovice • Osek • Plevňov • Vodokrty) •
Seč •
Sedliště •
Skašov •
Soběkury (Horušany) •
Spálené Poříčí (Číčov • Hořehledy • Hořice • Karlov • Lipnice • Lučiště • Struhaře • Těnovice • Vlkov • Záluží) •
Srby •
Stod (Lelov) •
Střelice •
Střížovice •
Štěnovice •
Štichov •
Tojice •
Třebčice •
Týniště •
Únětice •
Útušice (Robčice) •
Ves Touškov (Mířovice) •
Vlčí •
Vlčtejn (Chlumánky) •
Vrčeň •
Vstiš •
Všekary •
Zdemyslice •
Zemětice (Čelákovy • Chalupy) •
Žákava •
Ždírec (Myť • Smederov • Žďár) •
Žinkovy (Březí • Čepinec • Kokořov) •
Životice

## Seznam správních obvodů obcí s rozšířenou působností
Okres se skládá ze čtyř správních obvodů obcí s rozšířenou působností, které jsou shodné se správními obvody obcí s pověřeným úřadem:
- Blovice
- Nepomuk
- Přeštice
- Stod